# Zauberpflanze
Eine Zauberpflanze, magische Pflanze oder ein Zauberkraut ist eine Pflanze, oft Heilpflanze, der eine virtus occulata (verborgene oder geheimnisvolle Kraft), meist im Rahmen von bestimmten Ritualen und magischen Praktiken, zugeschrieben wird. Man teilte sie in der Literatur in folgende Kategorien ein, wobei sich oft Mehrfachzuordnungen ergaben:
- Hexenkräuter und Teufelskräuter
- Signaturpflanzen beziehungsweise Sympathiepflanzen
- Pflanzen, die als Amulette und Talismane verwendet wurden
- Berufkräuter  oder  Beschreikräuter
- Orakelpflanzen
- Räucherpflanzen
- Liebespflanzen, Liebeskräuter (siehe Aphrodisiaka)
- Weihkräuter
- Wetterpflanzen
- halluzinogene Drogen (vergleiche Hexensalben; Entheogene)